# أحمد حديد
أحمد حديد المخيني، من مواليد 18 يوليو 1984 في عمان، لاعب كرة قدم عماني.
بدأ مسيرته الكروية مع نادي الطليعة العماني في عام 2003، وفي عام 2005 انتقل إلى نادي الشمال القطري، وفي عام 2008 انتقل إلى الإتحاد السعودي وتم التوقيع في المنامة ولمدة موسم واحد، وقد بدأ باللعب مع منتخب عمان لكرة القدم في عام 2003 حتى الآن؛ وقد حصل مع منتخب بلاده على بطولة (خليجي 19) التي أقيمت في عمان، وهو يقدم مستويات أكثر من رآئعة مع ناديه الذي انتقل إليه في عام: 2008م وهو (نادي الاتحاد)، وقد حصلت إعارته لنادي الاتحاد بمشورة من مدرب الفريق: (كالديرون) وذلك لأن (كالديرون) قد درب منتخب عمان وانفصل عن تدريبه حديثًا. أحمد حديد بقمة الصراحة هو لاعب ذو روح عالية داخل الملعب، وقد ظهر ذلك جليًّا في تجربته الحالية مع ناديه الحالي: (الاتحاد).
انتقل إلى ل ((نـادي الجيش القطري))قادما من نادي ((الاتحاد))السعــــودي عام ((الثلاثاء,05 يوليو , 2011 )).
مميزاته: حديد لاعب وسط من الطبقة الرفيعة.. متكامل جداً فهو فكاك وبنفس الوقت صانع ألعاب ومحور يبني الهجمات.. بإمكانه اللعب امام الدفاع مباشرة كارتكاز صريح وأيضا يمكنه اللعب صانع العب خلف رأسي الحربة
يجيد التمريرات القصيرة والطويلة بدقة عالية ويملك قدم يمنى قوية مثل زميله الاعب القدير الاعب هشام بو شروان الاعب المغربي .. يلعب بكلتا قدميه تقريباً بنفس الجودة.
شارك في كأس آسيا 2004، وفي كأس آسيا 2007.

## الروابط الخارجية
- أحمد حديد على موقع الاتحاد الدولي (مؤرشف)  (الإنجليزية)
- أحمد حديد على موقع قاعدة بيانات كرة القدم.إي يو (الإنجليزية)
- أحمد حديد على موقع ناشيونال فوتبول تيمز (الإنجليزية)
- أحمد حديد على موقع Soccerway.com (الإنجليزية)
- أحمد حديد على موقع كووورة